# Mujer Halcón
Mujer Halcón (Hawkwoman en inglés) es el nombre de varias superheroínas ficticias, todas propiedad de DC Comics y que existen en Universo de esta compañía. Son compañeras, y a veces cónyuges o amantes, de las diversas versiones de Hombre Halcón, y comparten muchas características con el personaje Chica Halcón.

## Biografía de los personaje

### Shayera Hol
La versión de la Edad de plata de Mujer Halcón era Shayera Hol, una agente del orden público del planeta Thanagar y esposa de Katar Hol, el Hombre Halcón de esa era. Ella originalmente operaba bajo el nombre en clave Chica Halcón, y era miembro de la Liga de la Justicia de América.
Ella nació en Thanagar, que tenía una civilización científicamente avanzada en la que el crimen era prácticamente desconocido. Cuando era adolescente, Shayera se unió a la fuerza de policía de Thanagar y fue asignada para ayudar al oficial más condecorado de la fuerza, Katar Hol, para capturar a los ladrones del arco iris. Al principio, Katar estaba furiosa por haber sido asignada como compañera a una joven inexperta, pero sin embargo se sintió fuertemente atraído por ella.
Juntos, capturaron a los ladrones de arcoíris en su fortaleza que se encuentra detrás de una cascada; Mientras estuvo en el caso, Shayera salvó la vida de Katar y los dos se enamoraron profundamente. Unas semanas más tarde, Katar le propuso matrimonio a Shayera frente a la misma cascada. Ella aceptó y se casaron. Diez años más tarde, la pareja fue enviada a la Tierra en busca del criminal Byth Rok. Al llegar a la Tierra, se hicieron amigos del comisionado de policía de Midway City George Emmett, quien estableció identidades de portada para ellos como Carter y Shiera Hall. Después de capturar a Byth y traerlo de regreso a su planeta, Katar y Shayera eligieron regresar para estudiar los métodos de lucha contra el crimen de la Tierra, y lucharon contra el mal como los superhéroes Hombre Halcón y Chica Halcón. Tiempo después Shayera cambiaria su nombre de Chica Halcón a como Mujer Halcón a principios de los años ochenta.
Como Chica Halcón, Shayera finalmente se unió a su esposo como miembro de la Liga de la Justicia. Ella fue la primera miembro de la Liga admitida como parte del voto de la Liga para levantar su anterior limitación de doce miembros, que efectivamente había impedido la admisión de más mujeres en sus filas. Su membresía sentó un precedente para la admisión de Zatanna como el decimoquinto miembro de la Liga. Tanto Zatanna como Shayera se hicieron amigas íntimas luego de compartir tiempo juntas.
Como Shiera, primero trabajó como secretaria de Carter, pero más tarde se convirtió en codirectora del Museo Midway City. Tiene una especie de rivalidad con la naturalista del museo Mavis Trent, que tiene los ojos puestos tanto en Hombre Halcón como en Carter Hall.
Más tarde, Thanagar se había establecido como una dictadura militar empeñada en conquistar otros planetas. Hombre Halcón y Mujer Halcón frustraron los planes de Thanagarian para invadir la Tierra, destruyendo su propia nave en el proceso. Hombre y Mujer Halcón permanecen en la Tierra, considerados como traidores por todos en Thanagar. Ayudó a su esposo a aceptar las muertes que causaron durante la batalla. Eventualmente, ella cambió su nombre clave a Mujer Halcón.
Después de los eventos de la miniserie de DC, Crisis on Infinite Earths, las historias de Tierra-1 y Tiera-2 se fusionaron. Como resultado, tanto las versiones de la Edad de oro como las de la Edad de plata de Hombre Halcón y Chica Halcón/Mujer Halcón viven en la misma Tierra. Inicialmente, la Edad de plata de Hombre Halcón y Mujer Halcón se mantuvieron en continuidad sin cambios. Llevaron a Superman a Krypton (ahora un planeta de gas), se unieron brevemente a la Liga de la Justicia Internacional, se asociaron con Átomo, y ayudaron a Animal Man a desactivar una bomba de Thanagar durante la ¡Invasión!. Sin embargo, DC revirtió esta decisión y reinició la continuidad de Hombre Halcón después del éxito de la miniserie Hawkworld de 1989. Originalmente, Hawkworld volvió a contar los orígenes de la edad de plata de Hombre Halcón y Mujer Halcón. Después de convertirse en un éxito, DC Comics lanzó una serie continua de Hawkworld en el presente, lo que resultó en un reinicio completo de la continuidad de Hombre Halcón. Al hacerlo, debieron corregirse varios errores de continuidad con respecto a las apariciones de Hombre Halcón y Mujer Halcón en la Liga de la Justicia.

### Sharon Parker
Años antes de los acontecimientos contados en el arco de la historia de Invasión, Fel Andar, un espía híbrido humano-thanagariano, fue enviado a la Tierra para infiltrarse entre los humanos. Eventualmente conoció y se casó con una mujer de la Tierra, Sharon Parker, quien pronto daría a luz a Charley Parker, más tarde conocido como el Águila Dorada.
Cuando Charley tenía cuatro años, Thanagar llamó a Fel al servicio activo, por lo que se unió a la Liga de la Justicia Internacional afirmando ser Carter Hall Jr el hijo de Carter y Shiera Hall. Fel nunca le contó nada al Imperio Thanagariano sobre Charley, así que pensaron en Shayera, forzándola para tomar la identidad de Mujer Halcón Sharon Hall, esposa de Carter Hall Jr.
Cuando Sharon se enteró de la mascarada, ella le contó la verdad a J'onn J'onzz y Maxwell Lord. Enfrentado por ambos, Andar escapó de regreso a Thanagar y Sharon pereció.

### Shayera Thal
Shayera Thal II es la hija ilegítima de Shayera Thal I y Andar Pul, el Administrador de Protección de Thanagar y amigo cercano del padre de Shayera I, Thal Provis. Andar Pul había seducido a la entonces Shayera I, de 13 años, y su embarazo se convirtió en un escándalo político que amenazaba con poner fin a las actividades políticas de su padre. Como resultado, Shayera II fue abandonada a la deriva por su madre poco después de su nacimiento.
Cuando tenía diez años, conoció a Wingman, el alférez Katar Hol, durante su primera misión a los guetos de Thanagar. Su madre murió en un bombardeo terrorista.
Cuando Shayera perdió a su tutor, como resultado de una acción policial, la enviaron a un orfanato en las Torres Altas. Aquí fue encontrada y adoptada por Thal Provis, cuyo dolor por la pérdida de su propia hija, lo había llevado a encontrar y reclamar a su nieta. No sabía que Provis era realmente su abuelo hasta mucho después.
Cuando era joven, Shayera se convirtió en Wingmen y finalmente se encuentra con Katar Hol nuevamente. Ella lo ayudó a detener el contrabando de drogas de Byth.
A principios de la década de 1990, los socios de la policía tágara Katar Hol y Shayera Thal llegaron a la Tierra (tras un intento de invasión de la Tierra por parte de los támaras) con la misión de capturar al criminal de cambio de forma Thanagariano Byth. Eran parte de una fuerza que usaba al halcón como su símbolo, y también tenía un arnés alado que desafía la gravedad. Juntos lucharon contra el crimen en la Tierra y la corrupción en Thanagar por un tiempo, finalmente se enamoraron y decidieron permanecer en la Tierra y construir una vida allí en lugar de regresar a su mundo natal. Luego vinieron los eventos de la Hora Cero donde Katar se fusionó con Carter y Shiera Hall en una nueva versión de Hombre Halcón, que luego fue poseída por una criatura del rojo conocido como Halcón Avatar. Fundamentalmente cambiado, fundamento su relación con Shayera, y se retiró del trabajo de superhéroes para convertirse en policía en Detroit. El "nuevo" Hombre Halcón se aventuró por un breve tiempo antes de volverse loco y ser desterrado al Limbo.
Poco después, Kendra Saunders se convirtió en la nueva Chica Halcón, y Carter Hall, en el Hombre Halcón original, resucitó. Shayera se encontró con ellos durante su batalla final contra Byth cuando los tres Halcones, ayudados por Animal Man, derrotaron al criminal Thanagariano para siempre.
En la miniserie de Guerra Rann-Thanagar, Shayera Thal reapareció como un soldado reintegrado del Ejército Thanagariano, visto por última vez luchando con la fuerza invasora de Polara. Consideró renacer a Carter Hall y Kendra Saunders como amigas de Thanagar, pero se enojó con su aliado Adam Strange culpando a la ciencia de Rannian por la destrucción de su mundo natal. A pesar de esto, ella sirvió a regañadientes junto a él como compañero de armas durante la guerra.
Shayera fue traicionada y asesinada por la reina de Tamaran Komand'r. Su cuerpo fue enviado en una trayectoria en el sol de Thanagar, Polaris, el lugar de descanso de los héroes en la tradición de Thanagarian.
Tras el relanzamiento de DC en 2011 en The New 52, Shayera Thal se revela como la princesa de Thanagar y la antigua amante de Katar Hol. Inicialmente, es representada como una villana, después de creer erróneamente que su amante Katar Hol mató a su hermano, el emperador Corsar, y le prometió venganza. Pero después de que se descubre que Corsar sobrevivió y estaba manipulando la situación, Shayera lo traiciona y salva la vida de Katar, sacrificando la suya por ello.

## Otras versiones

### Justicia
- En Justice de Alex Ross, Shayera Hol es miembro de la Liga de la Justicia y codirectora del Museo Midway City, junto a su marido. Ella también aparece en Secret Origins y Liberty and Justice.

### Leyendas de Hombre Halcón
- Shayera y Katar aparecen en la serie de tres partes de Elseworlds Legend of the Hawkman (2000). La historia tiene lugar en la línea de tiempo de la Tierra-Uno, un tiempo después de The Brave and the Bold #34. Se muestra que quiere volver a casa en Thanagar mientras Katar se ha acostumbrado a la vida en la Tierra. Aunque esta miniserie nunca fue etiquetada como un proyecto de Elseworld cuando se publicó originalmente, ahora se acepta como una, con esta historia claramente basada en las versiones de Hombre Halcón y Mujer Halcón de la edad de la Plata durante la era previa a Crisis on Infinite Earths.

### LJA: El clavo y JLA:Otro clavo
- En JLA: The Nail y JLA: Another Nail, Mujer Halcón es miembro de una muy odiada Liga de la Justicia, y sigue siéndolo incluso después de la muerte de su marido por parte de Amazo. En Another Nail, parece ser muy amiga de Zatanna. Ella ha perdonado a Oliver Queen (en el cuerpo de Amazo) luego de que él confesara sentirse responsable de haber matado a Katar, y menciona que su esposo estaba orgulloso de llamar a Oliver un "camarada ... y un amigo". Su papel como la única membresía de Halcón con la Liga es muy similar a su homólogo animado en la serie animada de la Liga de la Justicia.

### Batman: The Dark Knight Strikes Again
- En Batman: The Dark Knight Strikes Again, los Halcones intentaron regresar a Thanagar para huir de la dictadura militar de Lex Luthor, solo para estrellarse en las selvas tropicales de Costa Rica. Decidieron permanecer ocultos. Dieron a luz a un hijo y una hija, dándoles alas naturales. Katar y Shayera fueron asesinados en un ataque militar ordenado por Lex Luthor, abrazándose en sus últimos momentos. Los niños fueron criados en la jungla desde entonces. Estaban decididos a vengarse de Lex.[8] Como los Chicos Halcones, el hijo finalmente mata a Lex con el permiso de Batman, ya que entiende por lo que ha pasado.

### Aventuras en el Universo DC 80-Página gigante
- Los Halcones de la edad de plata hicieron una aparición especial en la historia AAdventures in the DC Universe 80-Page Giant mientras Chronos II viaja por el espacio y el tiempo. Él los ve en una batalla contra los Manhawks.

### JLA/Avengers
- Katar y Shayera Hol aparecen en LJA/Vengadores debido a distorsiones de tiempo causadas por Krona.

### JLA: Creado igual
- Shayera aparece en JLA: Created Equal, que ahora se hace llamar "Halcón" después de que su esposo murió en el otoño.

### Batman: los valientes y los audaces
Shayera aparece en el número 9 del All-New Batman: The Brave and the Bold. Al igual que sus homólogos de la Edad de Plata, ella y Katar están casados y muy enamorados.

### Lo Mejor de Elseworld: Supergirl y Batgirl
- Shayera aparece en Elseworld's Finest: Supergirl & Batgirl como miembro de la Sociedad de la Justicia.

## En otros medios

### Televisión

#### Acción en vivo
- Mujer Halcón aparecerá en la Krypton, prevista para estrenarse en 2018.[9]

#### Animado
- Chica Halcón apareció en la serie animada en la Liga de la Justicia y Liga de la Justicia Ilimitada. Basado en la Mujer Halcón, Shayera Hol es una exploradora avanzada de una fuerza de invasión Thanagariana. Ella lleva una maza de electrodo hecha de metal Nth y sus alas son orgánicas. Para más información véase Chica Halcón
- Mujer Halcón hace varias pequeñas apariciones en la serie Young Justice.[10] Ella, junto a Hombre Halcón, son miembros de la Liga de la Justicia. En "Fireworks", ella estaba en la Liga de la Justicia cuando llegaron al Edificio de Cadmus después de la derrota de Blockbuster. Ella reaparece en el episodio "Revelation", ayudando a defender Metrópolis junto a Hombre Halcón y Linterna Verde contra un monstruo vegetal enviado por Hiedra Venenosa y la Sociedad Secreta de Supervillanos. En el episodio "Failsafe", Mujer Halcón fue vista defendiendo a Taipéi de los invasores alienígenas junto a Hombre Halcón, Flecha Verde y Canario Negro. Los eventos de esa invasión fueron parte del entrenamiento mental de Detective Marciano en el Equipo. En "Agendas", Mujer Halcón asiste a la reunión de la Liga de la Justicia para ampliar la membresía. Ella está de acuerdo con Mujer Maravilla y Canario Negro en que la Liga de la Justicia necesita más miembros femeninos.

### Película
- Shayera Hol tiene un cameo como Mujer Halcón (o Chica Halcón) al final de la película animada Justice League: The New Frontier. Ella es vista durante el famoso discurso de John F. Kennedy.
- Una Mujer Halcón no identificada aparece en la película animada Teen Titans Go! to the Movies, junto a Chica Halcón y Hombre Halcón.
- Shayera Hol / Mujer Halcón aparecerá en la película de acción en vivo de DC Extended Universe, Black Adam.[11][12]